# Svelvik
Svelvik là một thị xã và đô thị ở hạt Vestfold, Na Uy. Trung tâm hành chính của đô thị này là thị xã Svelvik. Thị trấn Svelvik đã được tách khỏi đô thị nông nghiệp Strømm để trở thành một đô thị riêng vào năm 1845. Hai thành phố được sáp nhập lại với nhau ngày 1 tháng 1 năm 1964.